# Rafael Menjívar Ochoa
Rafael Menjívar Ochoa (San Salvador, 17 de agosto de 1959 - 27 de abril de 2011) fue un escritor, periodista, traductor salvadoreño. Su padre, el economista Rafael Menjívar Larín, era rector de la Universidad de El Salvador cuando el ejército la ocupó en 1972 y lo exilió hacia Nicaragua. El resto de la familia abandonó el país en enero de 1973 hacia Costa Rica, donde se reunió con el padre. En 1976 se instalaron en México, donde Menjívar Ochoa vivió durante veintitrés años. Estudió música, teatro y letras inglesas. 
En 1999 se instaló en El Salvador, donde en 2001 se convirtió en Coordinador de Letras (director de literatura) y en 2001 fundó La Casa del Escritor, proyecto para la formación de escritores jóvenes, ubicado en la que fuera casa de Salvador Salazar Arrué (Salarrué). Pertenece a la llamada "Generación del Cinismo" o "Generación del Desencanto", junto con Horacio Castellanos Moya, Jacinta Escudos y Miguel Huezo Mixco, entre otros que comenzaron su producción literaria en la época de la guerra. Fue compañero de vida de la poeta salvadoreña Krisma Mancía.

## Libros publicados

### Novelas
- Historia del traidor de Nunca Jamás (Novela). Costa Rica, 1985, Premio Único de Narrativa de la Editorial Universitaria Centroamericana EDUCA 1984.
- Los años marchitos (Novela negra). Costa Rica, EDUCA, 1990, Premio Latinoamericano de Novela "Ramón del Valle Inclán".
- Los héroes tienen sueño (Novela negra). San Salvador, 1998, DPI; 2.ª edición, 2008.
- De vez en cuando la muerte (Novela negra). San Salvador, 2002, DPI, 208 páginas.
- Trece (Novela). Toluca, Instituto Mexiquense de la Cultura, 2003, 182 páginas; Guatemala, F&G Editores, 2008.
- Un buen espejo (Novela). Editorial Colibrí, México, 2005.
- Cualquier forma de morir (Novela negra). F&G Editores, Guatemala, 2006, 118 páginas.
- Instrucciones para vivir sin piel (Novela). La Orquídea Errante, México, 2008.
- Al director no le gustan los cadáveres (Novela negra). Falena Editores, San Salvador, 2020.

### Cuento
- Terceras personas (Narrativa). México, 1996, Universidad Autónoma Metropolitana, Colección Molinos de Viento n.º 96. 85 páginas.
- Un mundo en el que el cielo cae y cae (Narrativa). San Salvador: Colección Revuelta, 2011. 125 páginas[2]

### Poesía
- Algunas de las muertes (Poesía, Claves Latinoamericanas, México, 1986)

### Ensayo
- Manual del perfecto transa (México, 1999, Patria/PROMEXA)
- Tiempos de locura. El Salvador 1979-1981 (San Salvador, 2006, FLACSO; 2008, Índole Editores-FLACSO)

### Traducciones
- Histoire du Traître de Jamais Plus (novela, Cénomane, Le Mans, 1988, traducción de Thierry Davo, premiado por el Centre National des Lettres del Ministerio de Cultura de Francia)
- Instructions pour vivre sans peau (novela, Le Mans, 2004, Cénomane, traducción de Thierry Davo).
- Tierces personnes (narrativa, Cénomane, Le Mans, 2005, Cénomane, traducción de Thierry Davo)
- Treize (novela, Le Mans, 2006, Cénomane, traducción de Thierry Davo)
- Miroirs (Relato, Le Mans, 2006, Cénomane, traducción de Thierry Davo)
- Un monde où le ciel ne cesse de tomber (Cuentos, Le Mans, 2008, Cénomane, traducción de Thierry Davo)

## Antologías
- "Un libro levemente odioso". En Otros Roques. La poética múltiple de Roque Dalton. Rafael Lara Martínez y Denis Seager, editores. University of the South Press, New Orleans, 1999.
- "Fade-out". En revista MEET (Maison des Écrivains Étrangeres et des Traducteurs) n.º 3, Saint Nazare, 2000. Traducción de Françoise Garnier.
- "Fade-out". En Papayas und Bananen. Erostische und andere Erzählungen aus Zentralamerika. Selección, traducción y prólogo de Werner Mackenbach. Brandes & Apsel, Frankfurt, 2002.
- "Cementerio de carros". En Pequeñas resistencias 2. Antología del cuento centroamericano contemporáneo. Edición de Enrique Jaramillo Levi. Editorial Páginas de Espuma, Madrid, 2003.
- "Fade-out". En Cicatrices. Un retrato del cuento centroamericano. Werner Mackenbach, compilador. Ediciones Centroamericanas Anama, Managua, 2004.
- "Cementerio de carros". En Crocevia 1/2. Scritture straniere, migranti e di viaggio. Italia, 2004. Traducción de Attilio Aleotti.
- "Espejos". En Los mejores cuentos mexicanos, edición 2004. Selección e introducción de Eduardo Antonio Parra. Joaquín Mortiz, México, 2004.
- "Cementerio de carros". En El milagrero / Der Wundertäter. Erzählungen aus Süd und Mittelamerika. Deutscher Taschenbuch Verlag, Munchen, 2006. Traducción de Erica Engeler.

## Otros

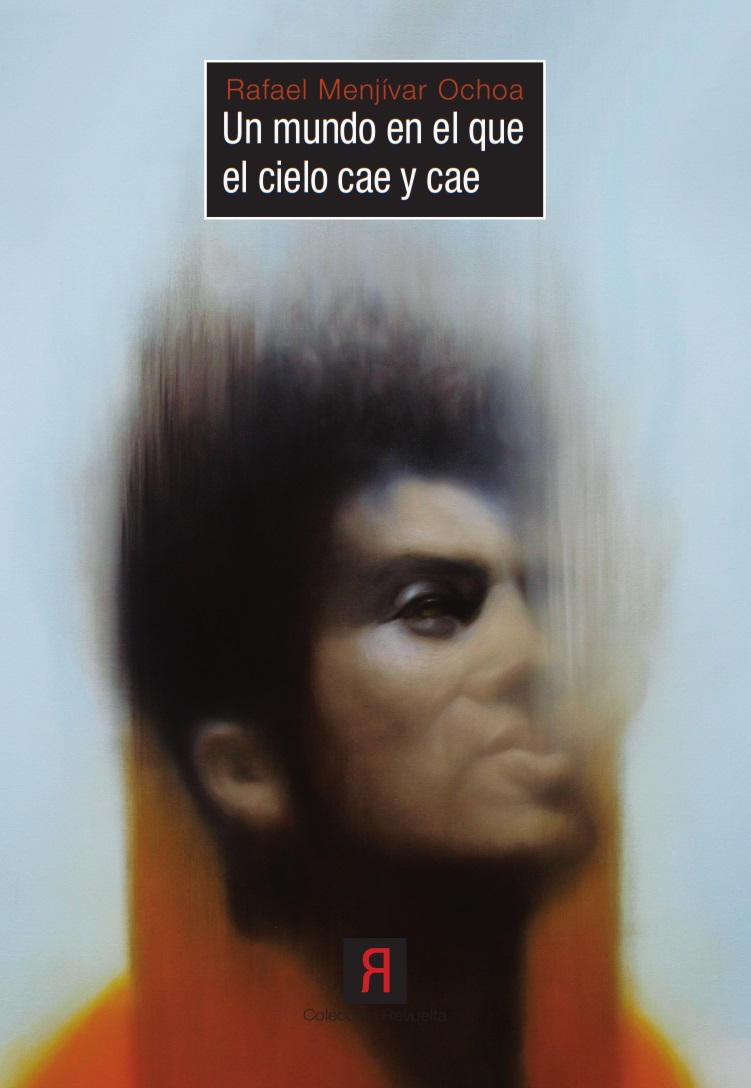
Portada de "Un mundo en el que el cielo cae y cae" (2010).

- Portada de "Un mundo en el que el cielo cae y cae" (2010).Del amor de la muerte. Antología y traducción de RMO. Editorial Vid, Colección MECyF, México, 1999. Textos de Jonathan Swift, Mary Shelley, Edgar Allan Poe, Ambrose Bierce, Jack London, Saki, Virginia Woolf y Horacio Castellanos Moya..
- Un mundo en el que el cielo cae y cae. Recopilación de cuentos por Miguel Huezo Mixco. Ediciones Revuelta del Centro Cultural de España en El Salvador, San Salvador, 2010.